# Инвазија Црвене армије на Грузију
Инвазија Црвене армије на Грузију, позната и као Тбилисијска операција или Совјетско-грузијски рат, била је војна кампања Црвене армије Руске СФСР 1921. чији је циљ био свргнути социјалистичко-демократску владу мењшевика у Грузији, која је прогласила независност, те успоставити бољшевички владу. Совјети су тиме хтели успоставе контролу над територијом који је раније обухватала Руска Империја.
Грузија је пре била део Руске Империје. Када је избила Октобарска револуција 1917. а цар свргнут, грузијски су бољшевици успоставили совјетску власт, али су је мењшевици уз потпору Турске и Уједињеног Краљевства срушили 26. маја 1918. те прогласили независну Грузијску Републику. У фебруару 1921, Јосиф Висарионович Џугашвили – Стаљин и Григориј Констатинович Орџоникидзе, два совјетска бољшевика грузијског порекла, организовали су из Азербејџана и Јерменије оружани устанак на граничним подручјима Грузије. На протесте грузијске владе, совјетски амбасадор је одговорио да су ти инциденти спонатни устанци јерменских комуниста. Бољшевици су у насељу Шулавери успоставили Грузијско Револуционарно Веће, које је постала конкурентска влада насупрот оној у Тбилисију. То је Веће формално позвало Црвену армију у помоћ, што се и догодило.
Након инвазије, уз потпору армије, прогласили су Грузијску Совјетску Социјалистичку Републику. Грузија, Јерменија те Азербејџан су 12. марта 1922. удружени у Закавкаску Совјетску Федеративну Социјалистичку Републику, која се прикључила Совјетском Савезу. Њеним распуштањем 1936, основана је поновно Грузијска ССР у оквиру Совјетског Савеза.
Инвазију је одобрио Владимир Лењин јер су га Стаљин и Орџоникидзе уверили да мора подупрети „побуну сељака и радника” у борби против „сепаратистичких грузијских снага”. Истовремено, Турска је припојила делове јужне Грузије себи, што је довело до неколико компромиса између Москве и Анкаре.